# Sigfrido (ópera)
Sigfrido (título original en alemán, Siegfried) es una ópera épica en tres actos con música y libreto en alemán de Richard Wagner, la tercera de las cuatro que componen el ciclo de El anillo del nibelungo (Der Ring des Nibelungen). Esta obra se estrenó en el Teatro del Festival de Bayreuth el 16 de agosto de 1876 como parte de la primera representación completa de la saga de El anillo del nibelungo y forma parte del Canon de Bayreuth. Sigfrido sigue siendo una de las óperas más populares; en las estadísticas de Operabase aparece la n.º 50 de las cien óperas más representadas en el período 2005-2010, siendo la 13.ª en Alemania y la quinta de Wagner, después de El holandés errante, El oro del Rin, La valquiria y Tristán e Isolda.

## Composición

### Libreto
Aunque Sigfrido es la tercera de las óperas del Anillo, fue la segunda en el orden de concepción. Wagner trabajó de delante hacia atrás planeando la ópera a partir de la muerte de Sigfrido, después decidió que necesitaba otra ópera para narrar la juventud de Sigfrido y luego decidió que necesitaba contar la historia de la concepción de Sigfrido y de los intentos de Brunilda de salvar a los padres de él. Finalmente llegó a la conclusión de que precisaba un preludio que contara el robo original del oro del Rin y la creación del anillo. En el invierno de 1850–1851, mientras Wagner trabajaba en Ópera y Drama, acariciaba la idea de escribir una ópera cómica basada en un cuento folclórico bien conocido, Märchen von einem, der auszog das Fürchten zu lernen (El muchacho que decidió aprender a temer), que había encontrado en los cuentos de hadas de los hermanos Grimm. «Imagina mi sorpresa», escribió más adelante a su amigo el violinista Theodor Uhlig, «cuando me di cuenta de repente de que este joven ¡no era otro sino el joven Sigfrido!».
En una semana, en mayo de 1851, había esbozado borradores en prosa para una precuela o «contrapunto cómico» a la Muerte de Sigfrido, que él llamó Jung-Siegfried (Joven Sigfrido), más tarde cambió el nombre por el de Der junge Siegfried (El joven Sigfrido). Un borrador en prosa más extenso lo terminó para el 1 de junio, y el 24 de junio lo había transformado ya en el borrador en verso. Para agosto la copia final de este libreto en verso estaba lista y Wagner había empezado incluso a ponerle música. Estos esfuerzos, sin embargo, nunca fueron más que un puñado de esbozos, que más tarde se usaron en la composición de Sigfrido. Sigfrido es entonces, cronológicamente, el segundo libreto que escribió en 1851 bajo su primera forma. Posteriormente, sintió la necesidad de escribir La valquiria y concebir la obra como una trilogía de óperas que debía ser precedida por un prólogo. Fue en el año 1852 cuando Wagner finalmente se decidió por el nombre de El anillo del nibelungo para el ciclo completo. En noviembre y diciembre de ese año, hizo amplias revisiones de los libretos de Der junge Siegfried y Siegfried's Tod. En parte estaban justificadas para adaptarse a la ampliación del ciclo y al creciente significado de Wotan, el protagonista de las primeras dos partes de la tetralogía, y en parte a que Wagner había leído la filosofía de Ludwig Feuerbach. Los cambios de Der junge Siegfried se introdujeron en la primera copia final (Reinschrift des Textbuches), mientras que las de Siegfried's Tod se introdujeron en la tercera copia «buena» (Viertschrift des Textbuches). Por razones que se desconocen, Wagner no hizo una segunda copia buena de la versión ampliamente revisada de Der junge Siegfried.
El personaje principal, como en el Ocaso de los dioses, es también Sigfrido, encarnación de la juventud heroica. Wotan, por su parte, tendrá un papel central en La valquiria y en El oro del Rin. El título de esta ópera, El ocaso de los dioses, probablemente no se fijó hasta el año 1856. En 1863 los textos de las cuatro óperas del Anillo fueron publicadas por vez primera bajo el título actual.

### Música
En cambio, la música del ciclo, tras unos esbozos aislados de determinados temas, fue compuesta siguiendo el orden de la historia. En el verano de 1851, Wagner realizó algunos esbozos para Der junge Siegfried (El joven Sigfrido, es decir, lo que sería luego llamado Sigfrido), y algunos de ellos se recuperaron cuando Wagner empezó en serio la composición de Sigfrido en el año 1856, cuando revisó el libreto de Sigfrido. Si no se tienen en cuenta estos esbozos, empezó a escribir la música de Sigfrido en septiembre de 1856 en Zúrich. Para esta ópera, hizo tres cambios significativos en su modo de trabajar. Primero, escribió, con tinta, un «borrador desarrollado» entre el esbozo preliminar y la partitura final; este borrador intermedio incluía la mayor parte de los detalles orquestales de la partitura final. Wagner esperaba que este método facilitaría la escritura de la partitura total, obviando las dificultades que había encontrado al componer La valquiria.
En segundo lugar, compuso los actos uno a uno, llevando la composición de la música a través de las tres etapas, desde el esbozo preliminar hasta la partitura final (pero no necesariamente para la copia buena o definitiva) para el acto I antes de empezar con la composición del acto II; de esta manera se aseguraba de que pasara el menor tiempo posible entre el esbozo inicial y la orquestación final. En tercer lugar, solía trabajar en los diversos borradores al mismo tiempo, orquestando las primeras escenas de un acto mientras esbozaba las posteriores.
El borrador desarrollado lo empezó el 22 de septiembre, casi inmediatamente después del esbozo preliminar (que no lleva fecha). La partitura completa se empezó el 11 de octubre, de manera que Wagner estaba trabajando en las tres etapas al mismo tiempo.
Pero se detuvo en el curso del segundo acto para dedicarse a la composición de Tristán e Isolda, que había comenzado a esbozar el 19 de diciembre; a partir de esa fecha se produjeron muchas interrupciones en la composición de Sigfrido. A pesar de ello, para el 31 de marzo de 1857 había concluido la partitura completa del acto I. Poco tiempo después empezó a hacer una copia buena, pero abandonó la tarea después de una sola escena.
Casi dos meses pasaron antes de que empezara a trabajar en el acto II; el preludio, Fafners Ruhe («el descanso de Fafner») se esbozó el 20 de mayo de 1857, mientras que el borrador preliminar lo comenzó el 22 de mayo, el día en que el compositor cumplía 44 años. El 18 de junio, inició el borrador desarrollado mientras todavía trabajaba en el borrador preliminar; pero ese mismo mes dejó el trabajo (en el punto en el que Sigfrido descansa bajo el tilo) para concentrarse en Tristán e Isolda. El esbozo preliminar alcanzó este punto el día 26 y el esbozo desarrollado el 27. Parece que Wagner se estaba cansando del Anillo y pensó en dejarlo por un tiempo. Pero el 13 de julio de 1857 emprendió de nuevo el trabajo y acabó el acto II en cuatro semanas: el esbozo preliminar terminado el 30 de julio y el desarrollado el 9 de agosto. La partitura completa del primer acto estaba ahora acabada (en lápiz), y una copia buena se había hecho (a tinta) de la escena inicial; el esbozo desarrollado del segundo acto estaba terminado, pero la partitura completa no la había empezado. En este punto, Wagner dejó de nuevo esta ópera. Pasarían siete años antes de que la retomara, tiempo en el que acabó Tristán y empezó Los maestros cantores de Núremberg.

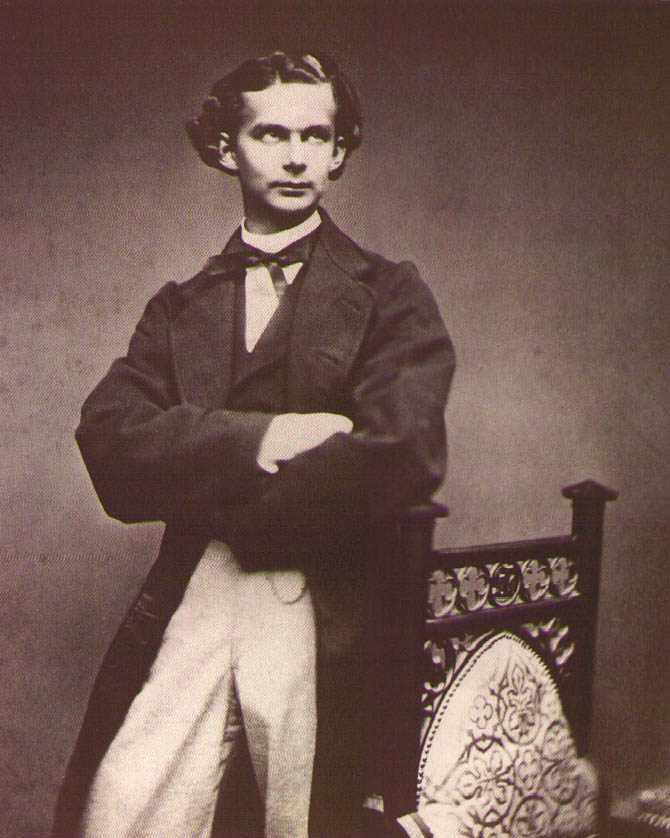
El generoso mecenas de Wagner Luis II de Baviera.

No retomó Sigfrido hasta 1864 y sobre todo en 1869, para acabarla en 1871. Entre tanto su lenguaje musical se había enriquecido profundamente. Los leitmotive se inscriben en el curso de una armonía compleja que explota el valor expresivo de las disonancias. Cuando Wagner empezó la composición del Anillo en noviembre de 1853, vivía con su primera mujer Minna Planer en el n.º 13 de Zeltweg, Zúrich, donde compuso, entre otras, el primer acto de Sigfrido. Para mayo de 1857, cuando reemprendió el trabajo en Sigfrido, Wagner se había trasladado con Minna a una casita cedida por el rico comerciante de seda Otto Wesendonck. Pero en agosto de 1858 Wagner se vio obligado a dejar Zúrich solo, tras una discusión con Minna por su relación con la esposa de Wesendonck, Mathilde. Desde 1858 hasta 1864 Wagner pasó seis años vagando por Europa, sin reemprender el trabajo con Sigfrido.
En 1864 Wagner se asentó finalmente en Múnich a petición de su nuevo y entusiasta patrón Luis II de Baviera, y fue allí  donde retomó Sigfrido en septiembre; más de siete años habían pasado desde la última vez que había trabajado en esa obra. Reemprendió la tarea haciendo la copia corregida del acto I, acabando la escena segunda; entonces, entre el 22 de diciembre de 1864 y el 2 de diciembre de 1865, escribió toda la partitura del acto II. Pero ese mismo mes se vio obligado a dejar Baviera, habiendo escandalizado a la corte de Luis por vivir una aventura adúltera con la hija casada de Liszt Cosima. El 30 de marzo de 1866, Wagner se trasladó a una villa en Tribschen, a orillas del lago de Lucerna en Suiza; Cosima se unió allí con él dos meses más tarde. Tribschen iba a ser la casa de Richard y Cosima durante los siguientes seis años. Al final se casaron el 25 de agosto de 1870.
Con el exilio de Wagner de Baviera en diciembre de 1865, se produjo otro cese en la composición de Sigfrido. La reanudó a principios de 1869, y el 23 de febrero se concluyeron por fin las copias corregidas de los actos I y II. Una semana más tarde, el 1 de marzo, Wagner empezó a componer el acto III. Trabajando a partir de esbozos que databan de alrededor del año 1864 y posteriores, procedió a hacer un esquema preliminar de todo el acto, como era su práctica habitual. Esta se acabó quince semanas más tarde el 14 de junio. El segundo esbozo completo —el esbozo orquestal— se terminó el 5 de agosto. La partitura completa se empezó el 25 de agosto y se concluyó el 5 de febrero de 1871. Wagner no llegó a hacer una copia corregida del tercer acto de Sigfrido.
A menudo se dice que pasaron doce años desde el segundo y el tercer acto de Sigfrido, pero esto es una exageración. Es cierto que transcurrieron once años y veintinueve semanas entre la conclusión del borrador desarrollado del acto II y el comienzo del borrador preliminar del acto III. Wagner dedicó más de un año de este llamado «parón» a la composición de Sigfrido, completando la copia corregida del acto I, escribiendo tanto la partitura completa como la copia corregida del acto II y haciendo bosquejos para el acto III.

## Personajes
| Personaje                        | Tesitura             | Elenco del estreno, 16 de agosto de 1876 (director: Hans Richter) |
| -------------------------------- | -------------------- | ----------------------------------------------------------------- |
| Siegfried                        | tenor                | Georg Unger                                                       |
| Mime                             | tenor                | Karl Schlosser                                                    |
| El viajero                       | bajo-barítono        | Franz Betz                                                        |
| Alberich                         | barítono             | Karl Hill                                                         |
| Fafner                           | bajo                 | Franz von Reichenberg                                             |
| Waldvogel (el pájaro del bosque) | soprano (voz blanca) | Marie Haupt                                                       |
| Erda                             | contralto            | Luise Jaide                                                       |
| Brünnhilde                       | soprano              | Amalie Materna                                                    |

## Argumento

### Acto I

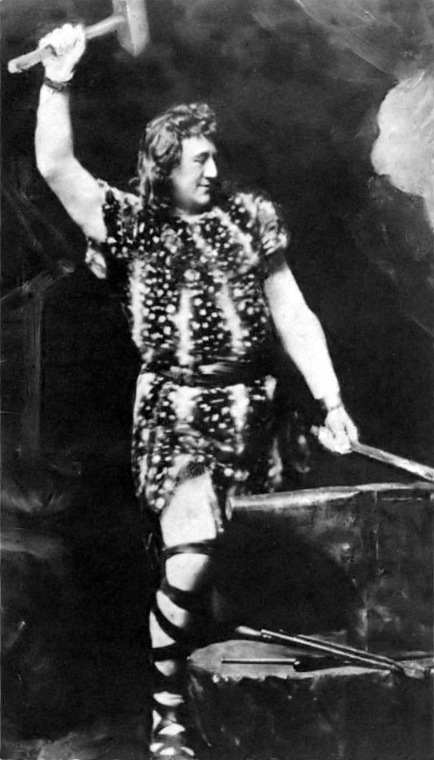
Sigfrido (interpretado por el cantante Heinrich Gudehus) forja su espada Nothung.

Mime, hermano de Alberich, se encuentra forjando una espada dentro de su cueva en el bosque. El enano nibelungo planea recuperar el anillo Andvarinaut para sí mismo, habiendo criado a Sigfrido para que pueda acabar con el dragón Fafner, que guarda el anillo y otros tesoros, y cumplir su deseo. Mime necesita forjar una espada para Sigfrido, pero el joven ha destruido todas las armas que se le han otorgado. Sigfrido regresa de su caminata por el bosque con un oso salvaje que ha cazado y exige su nueva espada, que rompe inmediatamente. Después del enfado de Sigfrido y un discurso cuidadosamente estudiado de Mime sobre la ingratitud de Sigfrido hacia él, Sigfrido empieza a entender por qué sigue volviendo donde Mime aunque lo desprecia: quiere saber lo que pasó a sus padres. Mime se ve obligado a explicarle que él tuvo que cuidar de Siglinda (Sieglinde) mientras daba a luz pero al final ella murió. Mime muestra los restos de la espada Nothung, que él había recibido de ella. Sigfrido le ordena que la repare, lo que no puede hacer porque el metal no se someterá a sus mejores técnicas.
Sigfrido sale de la cueva y Mime entra en un estado de desesperación, ya que las habilidades del enano no son lo suficientemente buenas como para reparar la legendaria espada. Un anciano viajero (que realmente es Wotan disfrazado) aparece repentinamente y se presenta como el Caminante. A cambio de la hospitalidad debida a un invitado, le ofrece un concurso de acertijos en el cual cada uno presentará tres y aquel que pierda dicha prueba perderá su vida. Mime acepta el reto, con el propósito de deshacerse del invitado no deseado. El enano pregunta el nombre de las razas que viven bajo la tierra, sobre ella y en el firmamento. Wotan responde, correctamente, que son los nibelungos, los gigantes y los dioses. Mime le dice al viajero que siga su camino, pero se ve obligado a jugarse su propia cabeza en tres acertijos más por haber incumplido las leyes de la hospitalidad. El anciano le hace tres preguntas: ¿Cuál es la raza más amada por Wotan pero la peor tratada? ¿Cómo se llama la espada que puede derrotar a Fafner? ¿Quién puede forjar tal espada? Mime contesta a las dos primeras cuestiones: que la raza es la de los welsungos (Wälsungen) y la espada es Nothung. Sin embargo, Mime no sabe responder a la última pregunta, pero Wotan le perdona la vida y le revela que «sólo aquel que no conoce el miedo» podrá reparar la espada, y agrega que dicha persona tomará la vida de Mime.
Sigfrido regresa y se molesta porque Mime no ha hecho progresos. Mime deduce que lo único que nunca enseñó a Sigfrido fue el miedo y que a menos que pueda instilarle temor, Sigfrido lo matará de acuerdo con la predicción del viajero. Le dice a Sigfrido que el miedo es una habilidad esencial; Sigfrido se muestra ansioso por conocer dicha emoción y por ello el enano le promete llevarlo ante Fafner, el dragón. Como Mime no puede volver a forjar Nothung, Sigfrido decide intentarlo por cuenta propia y tiene éxito al trocear el metal, fundirlo y forjarlo de nuevo. Mientras tanto, Mime prepara un veneno que usará para matar a Sigfrido en cuanto el joven haya derrotado al dragón. Después de que él acaba de forjar la espada, Sigfrido demuestra su fortaleza rompiendo con ella el yunque por la mitad.

### Acto II
El Caminante (Wotan) aparece ante la entrada a la cueva de Fafner, donde Alberich también se ha sentado a esperar al dragón. Los viejos enemigos se reconocen mutuamente y Alberich declara sus planes de dominar el mundo una vez que el anillo le sea devuelto. Wotan afirma que su intención no es recuperar el anillo, sólo observar. Incluso se ofrece a despertar a Fafner de manera que Alberich pueda tratar con él. Sorpresivamente Wotan despierta a Fafner. Alberich advierte al dragón que un héroe se aproxima y este luchará contra él, y se ofrece a impedir la pelea a cambio del anillo. Fafner no le da mucha importancia, se rehúsa a entregar el anillo a Alberich y termina durmiéndose nuevamente. Wotan y Alberich se retiran.

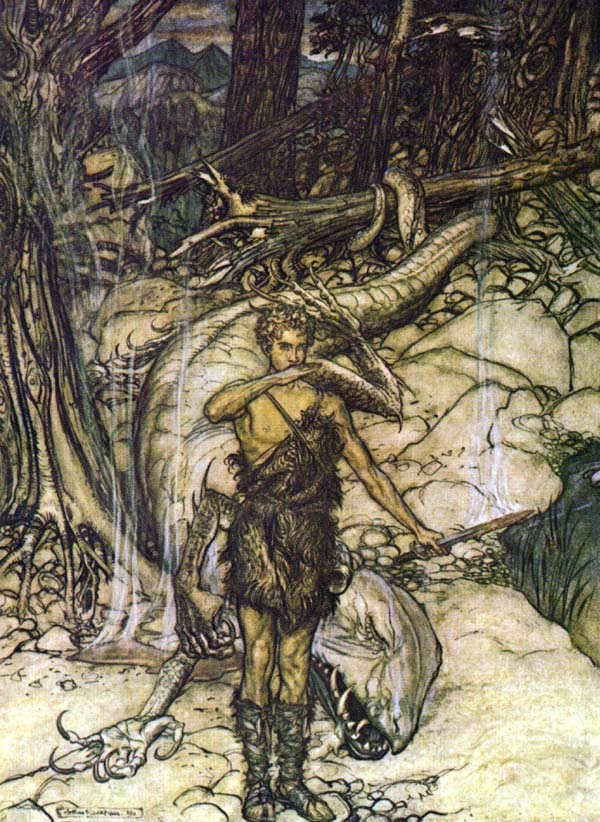
Sigfrido prueba la sangre del dragón (Arthur Rackham, 1911).

Sigfrido y Mime llegan a la cueva al amanecer. Mime decide mantenerse a distancia mientras Sigfrido se acerca a la entrada de la cueva. Mientras el guerrero espera que el dragón aparezca, ve un ave reposando sobre un árbol. Sigfrido juguetea con el animal e intenta reproducir su canto utilizando una flauta, pero no lo consigue. Luego el héroe toca una balada con su trompa, lo cual acaba de despertar a Fafner. Después de una breve conversación, Sigfrido y Fafner luchan entre sí y Sigfrido ensarta a Fafner justo en el corazón con la legendaria Nothung.
En el último momento de su vida, Fafner descubre el nombre de Sigfrido y le advierte de una traición. Cuando Sigfrido se prepara a retirar su espada del cuerpo del dragón, se quema con la sangre y por instinto se tapa la boca con la mano. Al probar la sangre de su contrincante, descubre que puede entender lo que el ave está cantando. Sigfrido sigue las instrucciones del pájaro del bosque y así adquiere el anillo y el Tarnhelm de entre el tesoro de Fafner. Fuera de la cueva, Alberich y Mime se pelean en voz alta por el tesoro. Alberich se esconde cuando Sigfrido sale de la cueva. Mime saluda a Sigfrido; éste se queja que aún no sabe qué es el miedo. Mime no deja de aprovechar la oportunidad y ofrece al héroe una bebida envenenada. Sin embargo, la sangre del dragón permite que Sigfrido lea los pensamientos del nibelungo y, por lo tanto, el guerrero acaba con la vida de Mime.
Alberich, observando desde fuera la escena, se ríe en voz alta de manera sádica. Sigfrido entonces arroja el cuerpo de Mime a la caverna del tesoro y coloca el cuerpo de Fafner a la entrada de la caverna para bloquearla también.
El ave canta sobre una mujer que yace sobre una roca, rodeada por una llama mágica. Sigfrido decide buscar a la mujer para ver si ella le puede enseñar algo sobre el miedo.

### Acto III

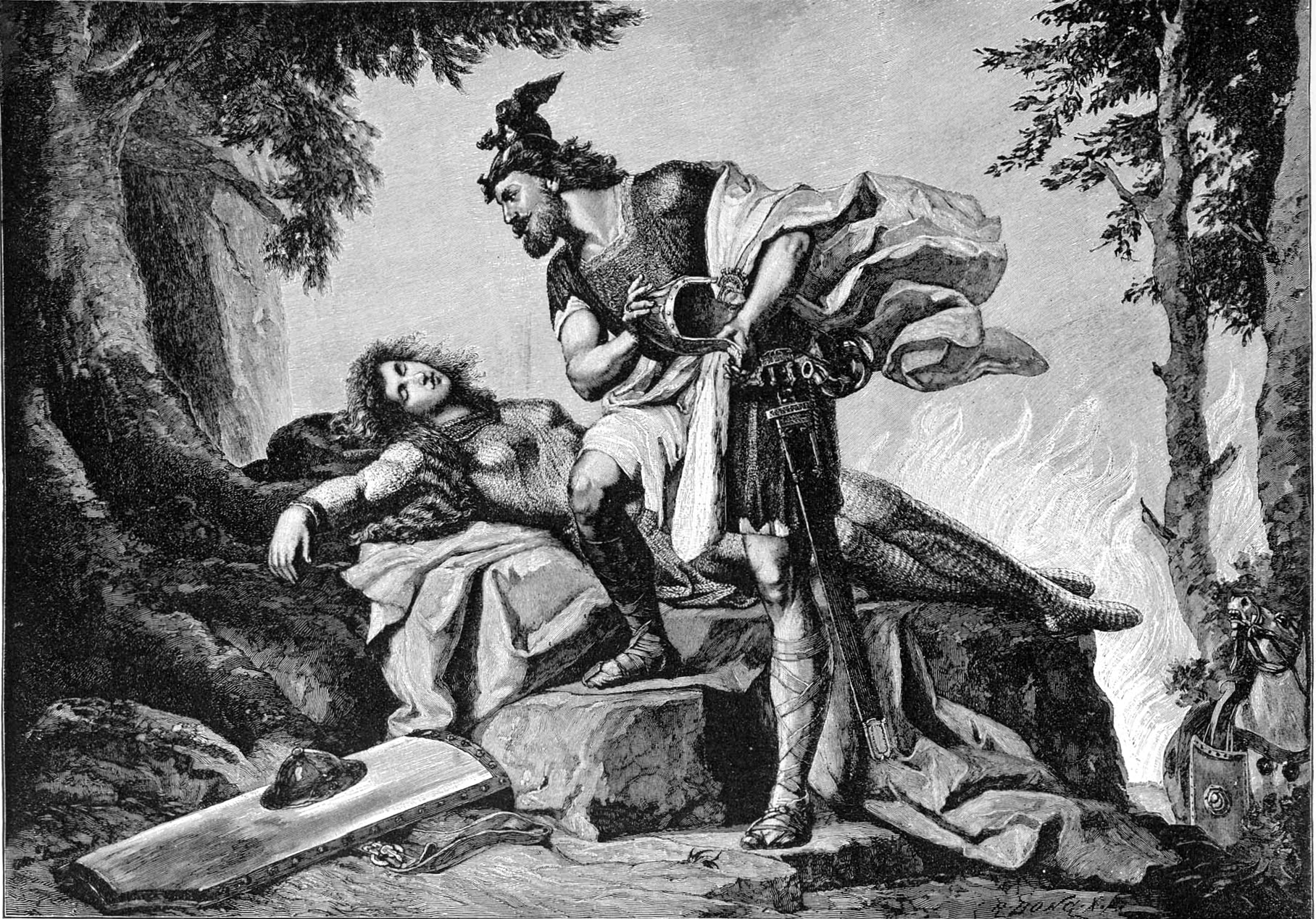
Sigfrido despierta a Brunilda (Ebenezer Cobham Brewer, 1892).

El Caminante se encuentra en el sendero que va hacia la roca sobre la cual yace Brunilda. Wotan llama a Erda, diosa de la tierra. Erda aparece, un tanto confundida, y es incapaz de dar un consejo. Wotan le informa que ya no teme el fin de los dioses; de hecho, es su deseo. El legado de Wotan quedará en Sigfrido el welsungo, y su hija (de Erda y Wotan), Brunilda, «juntos para mejorar el mundo». Erda se retira a la tierra.
Sigfrido llega a donde se halla Wotan (quien aún está disfrazado como un viajero) y el dios interroga al joven. Sigfrido no reconoce a su abuelo (Wotan es el padre de los padres de Sigfrido, Sigmundo y Siglinda), sus respuestas son un tanto insolentes y empieza a caminar hacia la roca de Brunilda. El viajero le bloquea el paso, pero Sigfrido destruye la lanza de Wotan con un golpe de Nothung. Wotan recoge tranquilamente los trozos de su lanza y desaparece.
Sigfrido atraviesa el aro de fuego y se postra ante Brunilda. Inicialmente cree que la figura corresponde a un hombre, pero una vez le quita la armadura, descubre que es una mujer. A la vista de la primera mujer que contempla, Sigfrido experimenta por fin el temor. Desesperado, acaba besando a Brunilda, lo cual la despierta de su sueño mágico. Dudando al principio, el amor por Sigfrido acaba de apoderarse de la valquiria, quien renuncia a todo lo relacionado al mundo de los dioses. Juntos, Sigfrido y Brunilda proclaman que portarán el amor y se reirán de la muerte.

## Extractos destacados
Como ocurre con el resto del Anillo, unos pocos extractos se escuchan fuera del teatro de ópera. El pasaje más oído de Sigfrido es los murmullos del bosque.
Otros extractos famosos son:
- Preludio al acto I
- Canción de forja de Sigfrido (Nothung! Nothung! Neidliches Schwert!) (acto I)
- Los murmullos del bosque (acto II)
- Preludio al acto III
- Sigfrido atraviesa el fuego mágico
- Despertar de Brunilda (Heil dir, Sonne!) (acto III)
- Citas del idilio de Sigfrido (acto III)

## Mitología
Esta parte de la ópera está inspirada principalmente por la historia del héroe legendario Sigurd de la mitología nórdica y germánica, que mató al dragón Fafner y amó a la valquiria Brunilda. Víctima de la maldición del anillo de Fafner, muere a causa de Brunilda. «Siegfried» es el nombre germanizado de Sigurdr el Volsungr, y el enano Mime es de hecho el equivalente germánico de Reginn.

## Análisis
Sigfrido ocupa el centro de las tres jornadas del Anillo, sin incluir el prólogo. Es aquí donde la historia bascula y la relación de fuerzas se invierte. Mientras que la lanza de Wotan destruyó a la espada de Sigmundo en La valquiria, en esta ópera el más grande de los dioses ha perdido la voluntad que le había permitido conquistar el saber y el poder. Ya no es más que un «viajero» que recorre el mundo en lugar de gobernarlo. Su reencuentro con Sigfrido, en medio del tercer acto, le presenta bajo una luz patética: se deja irritar como un niño por la arrogancia de Sigfrido hasta el punto de intentar cerrarle el paso. Intento condenado al fracaso que marca su última aparición en la escena del Anillo. Todo lo más, se le verá desde lejos entre las llamas que consumirán el Walhalla al final de El ocaso de los dioses.
Sigfrido, por su parte, encarna la vitalidad triunfante de la humanidad naciente. Mientras que toda la pericia técnica de Mime fracasa, Sigfrido forja la espada siguiendo su simple intuición. Frente a la ciencia de Erda, consejera de Wotan que causó la pérdida de Sigmundo, él permanece ignorante de los obstáculos cuyo sentido profundo ya no comprende.
Sigfrido es un héroe pero es profundamente humano. En principio parece sociable. No repite las obsesiones de Mime o de Wotan. Lo que busca en primer lugar, lo repite constantemente, es un compañero, el que sea: primero un oso, luego un pájaro. Es cuando sale del bosque, cuando abandona la naturaleza a la que es próximo, cuando se convierte en auténticamente un hombre: con Brunilda descubre a la vez el miedo y el amor. En un instante, la toma por su madre. No le hace falta más que amistad, que descubrirá con Gunther en el Ocaso.
Brunilda, por su parte, abandona el mundo de los dioses para unirse al de los humanos. Al ayudar a Sigmundo, «cumplió» los deseos secretos de Wotan. Participa en el fin de los dioses que anuncia el fin de la ópera. Tan lúcida como Wotan, toma una decisión diferente: en lugar de retirarse del mundo como él, decide aceptar, con el dolor y la exaltación, el cambio de condición. Ya no es divina, sino humana, ella asume una condición tan baja y una dignidad tan alta como la de Sigfrido.
Sigfrido comparte sobre todo los personajes masculinos, marcadamente diferentes: al heroísmo ingenuo del héroe se opone el conocimiento maléfico de Mime o la lucidez trágica de Wotan. Esta diversidad se encuentra en la tonalidad de las escenas. Sigfrido aborda todos los géneros: la conversación, el combate heroico entre Sigfrido y el dragón, escena bufa en el curso de la cual Mime explica a Sigfrido con la mayor bondad cómo va a asesinarlo, y la gran escena de amor entre Sigfrido y Brunilda.

## Discografía
- Anexo:Discografía de Sigfrido